# (29252) Konjikido
(29252) Konjikido est un astéroïde de la ceinture principale.

## Description
(29252) Konjikido est un astéroïde de la ceinture principale. Il fut découvert le 25 janvier 1993 à Geisei par Tsutomu Seki. Il présente une orbite caractérisée par un demi-grand axe de 3,03 UA, une excentricité de 0,12 et une inclinaison de 5,5° par rapport à l'écliptique.

## Compléments